# Holoplatys colemani
Holoplatys colemani är en spindelart som beskrevs av Zabka 1991. Holoplatys colemani ingår i släktet Holoplatys och familjen hoppspindlar. Inga underarter finns listade i Catalogue of Life.